# Хипосензибилизација
Хипосензибилизација  је специфична метода лечења у алергологији, која се заснива на поступку којим се постиже повишење вредности ИгГ антитела, па се тиме спречава дегранулација мастоцита. Заснива се на примени растућих доза алергена како би се временом код болесника постигла клиничка и имунолошка толеранција. Убризгавањем алергена током имунотерапија индукује се Т толеранција ћелија помоћу неколико поступака, укључујући и смањену алергеном индуковану пролиферацију, измену секретованих цитокина, стимулацију апоптозе, и производњу Т регулаторних ћелија. Све наведено доводи до смањења инфламаторних ћелија и медијатора у погођеним ткивима, блокаду антитела, и сузбијањем ИгЕ.

## Називи
Хипосензибилизација, десензибилизација, алерген-специфична имунотерапија, или скраћено имунотерапија (што је погрешно јер се односи на више врста терапије, нпр код тумора) 

## Општа разматрања
Већина болесника управља својим алергијама на два начина, избегавајући супстанце које изазвивају алергију (алергене) или узимањем лекова, како би обезбеди привремено олакшање алерхијских симптома.
За неке типове алергија, хипосензибилизација представља допунски и често користан приступ лечењу који укључује увођење веће количине алергена у имуни систем болесника. Тиме хипосензибилизација постаје дугоротрајнији облик лечења који; не само да може да спречи или смањи озбиљност алергијских реакција, већ може и да промени ток алергијске болести модификацијом имунског одговора организма на унете алергене.
Иако се имунотерапија може користити за лечење алергија изазваних суспстанцам из природе, она је нарочито ефикасна у смањењу ризика од озбиљних алергијске реакције на убоде неких инсеката, попут пчела и жутих оса. Код алергија на отров инсеката из групе Hymenoptera алергена-специфична имунотерапија сузбијаја реакције опасне по живот код 80% болесника или смањује њихов интензитет у других 20%.
Предности пимене хипосензибилизације огледају се у томе што се њом постиже умањење алергијске симптоматологије која моће трајати неколико година по престанку имунотерапије у 80-90% пацијената, а код деце са алергијом на трави, доказано је да траје и до 12 година.
У последње време све већи број научника покушава да користе хипосензибилизацију као методу у превенцији и лечењу алергија на храну. Међутим, равнотежа између користи и ризика од хипосензибилизације за алергије на храну још увек није добро изучена, и тренутно се не препоручује, осим као експериментални приступ.

## Индикације
Апсолутне и релативне ндикације за хипосензиблилизацију су преосетљивост на алергене инсеката (пчела, оса), алергене полена (трава, дрвећа, корова), на кућну прашину и гриње. 
Једини апсолутни индикације за имунотерапију је системска реакцију на отров инсекта, у којој прогресивне поткожне дозе отрова могу створити отпорност на убод инсеката у 80% -90% случајева. Међутим, треба имати у виду да имунотерапија код особа осетљивих на убод инсеката може бити ефикасна само ако се са њеном применом настави најмање 5 година, како би се постигла трајна толеранце на отрове инсеката. Код алергије на убод инсекта препоручује се и доживотна терапија.
Конвенционална (поткожна) имунотерапија код алергијских респираторне болести је према истраживањима делотворан у поређењу са плацебом, али и она захтева вишегодишњу примену (најмање 3 или више година третмана) до добијања трајних резултата.
Код ове методе болесницима није неопходна истовремена примена системских кортикостероида, антихистаминика, бронходилататора и вазоконстриктора кроз дужи временски период.
Најчешће индикације за примену хипосензибилизације.
| Врста алергије               | Врста алергена - узрочника |
| ---------------------------- | --- |
| Алергија на отрове инсеката  | - Отрова инсеката - опнокрилаца (Hymenoptera), из реда великих инсеката са преко 100.000 описаних врста.                                                                      |
| Алергијски ринокоњунктивитис | - Полен. - Кућну прашину укључујући и кућне гриње (Dermatophagoides pteronissimus). - Животиње - кућне љубимце, када се у свакодневном животу не може избећи контакт са њима. |
| Астма                        | - Полен. - Кућна прашина укључујући и кућне гриње (Dermatophagoides pteronissimus). - Животиње - кућне љубимце (у посебним случајевима).                                      |
| Професионалне алергије       | - Животиња. |

## Контраиндикације
- Друге имунолошке или малигне болести.
- Тешке срчана и респираторне болести.
- Континуирана орална кортикостероидна терапија (преко 10 мг преднизолона на дан или слични стероид).
- Бета блокатори (и као капи за очи, јер тешке реакције на дејство адреналина је смањена).
- Узраст испо 5 година.
- Трудноћа и дојење.

## Облици хипосензибилизација
Хипосензибилизација се дана спроводи на два начина, у виду инјекција и у виду подјезичних таблета или капи. 

### Субкутана (поткожна) имунотерапија
Субкутана хипосензибилизација или имунотерапија (SCIT) веома је ефикасна код сезонског алергијског ринитиса изазваног поленом. У неким студијама показало се да она смањује симптоме болести у преко 60% случајева.
Иако није прва линија лекова за лечење астму, хипосензибилизација се показало ефикасним у смањењу дисајних проблема код сматичара. Иако се поткожна хипосензибилизација код астме и алергијског ринитиса, показала ефисаном, њену употребу треба избалансиране у односу на нежењана дејства и ризике повезане са анафилаксом.
| Фаза нагомилавања | Фаза одржавања |
| --- | --- |
| - У овој фази лек се администрира ињекцијама које садрже поступно веће количине алергена - Лек се даје једном или два пута недељно. - Трајањеове фазе је од три до шест месеци, у зависности од тога колико често је дата и одговор тела. - Циљ је да се постигне оптимална доза која се показала као ефикасна, - Кад се достигне циљна доза престаје ова фаза | - Ова фаза почиње по достизању циљне дозе - Тарапија у овој фази даје се ређе, обично сваке две до четири недеље. - Генерално треба да траје три до пет година. |

И док неки болесници доживљавају слабљење симптома током фазе нагомилавање, код други побољшање се јавља тек у фази одржавања. Како терапија одржавања генерално траје три до пет година, одлука о томе колико дуго треба да се настави њена примена одређује се основу тога какви су резултати и колико добро је болесник подноси. 
Тако нпр. ако ни после годину дана терапије одржавања нема доказа о побољшању, тешко је оправдати даљу примену континуиране имунотерапија за још две до четири године, и са њом треба престати. Међутим, ако је болесник потпуно без симптома, лекар може одлучити да се прекине са имуносупресијом након треће године, или другог периода пре истека комплетаног лечења у трајању од пет година. Код ове категорије болесника, корсит од терапије најчешће траје неколико година, од када се престало са њеном применом, што концепт имунотерапије чини веома атрактивним.
Споредни ефекти код SCIT су обично мали и могу укључивати отицање или црвенило коже на месту убода. Међутим, постоји и ма ризик (који је мали) од озбиљних алергијских реакција попут анафилаксе. Будући да се већина тешке реакције јавља убрзо након убризгавања, препоручује се да пацијенти остајне под медицинским надзором најмање пола сата након пријема ињекције. 
Процењује се да на глобалном нивоу око 5% болесника са алергијама на животну средину користи субкутану хипосензибилизација или имунотерапију (SCIT) за алергијски ринитис и астму, док мање од 20% болесника који започне SCIT исту и заврши до краја. Разлози за то су; дуго временско трајање и високи трошкови лечења.
Развој нових облика имунотерапија које захтевају краће трајање терапије може утцати на то до више пацијената будезаинтересовани за примену хипосензибилизације. У том смислу научници истражују; коришћење модификованих алергена (који могу изазвати исте или боље ефекте, са много мањим бројем појединачних доза, не смањујући ризик од нежељених ефеката), и развијају приступе лечењу који комбинују примену SCIT са другим лековима.

### Сублингвална (подјезична) имунотерапија
Ова врсте терапије у последњоим годинама широко се користи у Европи, а доступан је и у Сједињеним Америчким Државама за лечење алергије на траве и амброзију.
Спроводи се оралном подјезичном или сублингвалном применом алергена у виду таблета или капи за децу. Капи се дају сваког дана по једна кап алергена више, почев од прве до четврте концентрације алергена. Ако се терапија спроводи таблетама оне се држе под језик један до два минута, а затим прогутају. Након што је прва сублингвалан доза да у лекарској ординацији, пацијенти могу да наредне дозе користе код куће. Међутим, када се терапија користи код куће, многи људи не заврше са третману у препоручене три године лечења.
Тешке алергијске реакције (анафилакса) су изузетно ретке, и то представља велику њену предност. Ипак, због тога што се већи део лечење одвија у кући болесника, лекари прописују адреналинске аутоињекторе за евентуалну хитну употребу у случају тешке алергијске реакције на сублингвалну имунотерапију.
Главни недостатак сублингвалну имунотерапијом је висока цена алергијских доза неопходних за ефикасан третман, које су најмање 100 пута веће од оних потребних за поткожну имунотерапију. Тако њиховом применом трошкови лекова постају најмање три пута већа него за поткожну терапију. Такође један од недостатак је и тај, да у случају недовољне подршке од стране пацијента због дугог трајања сублингвална терапија, то може смањити њену ефикасност.

## Начин извођења
Хипосензибилизација као класичан облик лечења изводи се убризгавањем под кожу надлактице прогресивно растућих концентрацијама комерцијално произведених и стандардизованих алергена, од стране имунолошких завода.
Поступак се спроводи алергенима са четири поступне растуће концентрације током неколико месеци. У почетку се ниже концентрације дају два пута недељно, док се четврта концентрација (највиша) даје једанпута недељно, а после првог пута у 14 дана или једанпут месечно (доза одржавања).
Хипосензибилизација се може спроводити само сезонски или током целе годину, што зависи од врсте алерген којим се она спроводи. На пример хипосензибилизација на полена изводи се три месеца пре актуелне сезоне цватења биљака, а на кућну прашину и гриње током целе године. 
Код деце млађе од пет година избегава се класична хипосензибилизација, већ се и примењује орална (сублингвална-подјезична) имунотерапијска метода. Она се спроводи сваки дан, давањем по једна кап алергена више, почев од прве до четврте концентрације алергена.

### Мере опреза
Лаборарториски тестови
Током имунотерапије обавезно се изводе следеће лабораторијске анализе: 
- комплетна крвна слика,
- имунолошки статус,
- ензими јетре,
- укупна и специфична ИгЕ антитела.

Антишок терапија у приправности
Током извођења имунотерапије у припреми је увек антишокни сет лекова, према свим препорукама Европског консензуса за имунотерапију.
Праћење болесника
Болесника, у алерголошкој амбуланти треба опсервирати (пратити) најмање пола сата након апликације алергена, и ако није било инцидената, тек тада отпшустити кући.